# Alejandro Nones
Alejandro Rafael Nones Marcano (ur. 9 grudnia 1982 w Caracas) – meksykańsko-wenezuelski aktor telewizyjny i teatralny, model.

## Filmografia

### Telenowele
- 2007–2008: Lola, érase una vez jako Waldo López
- 2007–2008: Palabra de mujer jako Octavio Longoria
- 2010: Zacatillo un lugar en tu corazón jako Julio
- 2010–2011: Teresa jako Paulo Castellanos de Alba
- 2011–2012: Amorcito corazón jako Rubén
- 2012−2013: Corona de lágrimas jako Patricio Chavero

### Seriale TV
- 2007: RBD: La familia jako Erik
- 2009: Los simuladores

### Filmy fabularne
- 2006: Así del precipicio jako Mathias
- 2008: En la oscuridad
- 2009: Me importas tú y tú jako Ismael
- 2012: Lo que podíamos ser